# 8572 Nijo
A 8572 Nijo (ideiglenes jelöléssel 1996 UG1) a Naprendszer kisbolygóövében található aszteroida. Jana Tichá és Miloš Tichý fedezte fel 1996. október 19-én.